# 馬里盆地
'馬里盆地是俄羅斯的盆地，位於伏爾加河和大科克沙加河之間，由馬里埃爾共和國負責管轄，海拔高度50至100米，部分地區被切博克薩雷水庫淹沒。